# ミャンマーの首相
ミャンマーの首相（ミャンマーのしゅしょう、မြန်မာနိုင်ငံတော် ဝန်ကြီးချုပ်）は、ミャンマーの実質的な政府の長たる首相である。なお憲法上の政府の長は大統領。
2008年憲法（現行憲法）の制定によって2011年に一旦廃止されたが、2021年の軍事クーデター発生にともない復活した。ただし、クーデター以降のミャンマーは政局が流動的になっており、クーデター勢力（ミャンマー軍）と反クーデター勢力（NLD等の民主派勢力）の双方が独自に首相を就任させ、論争状態となっている（後述）。

## 歴史

### 創設から廃止まで
1948年の独立以降、ミャンマーの首相職はミャンマーの憲法によって存在が規定されて来た。
1947年制定の初代憲法では、首相は大統領の補助機関たる連邦政府（内閣の名称）の一員で、地域代表院（下院）の指名に基づいて大統領が任命しており、内閣閣僚たる国務大臣を指名する権限を有していた。また、1974年制定の第二代憲法では、大臣17名で構成される閣僚組織（内閣）の間で選出され、国家評議会の構成員の一人であった。1988年以降の憲法が効力を喪失していた時代でも首相は行政府の長として存在し、軍事政権の最高決定機関である国家平和発展評議会（SPDC）議長が任免権を有していた。
2008年制定の第三代憲法では、首相ポストが廃止されることになった。憲法施行の為の移行期間を経て、2011年3月30日にテイン・セインが大統領に就任すると共に首相ポストは消滅した。ただし、2016年3月30日に国民民主連盟（NLD）出身のティンチョーが大統領に就任すると、与党となったNLDは2016年4月6日に連邦議会で首相職と類似した国家顧問職を新設する法改正を行っている。

### 2021年のクーデター以降
2021年2月1日のクーデター以降、首相職の扱いはクーデター勢力と反クーデター勢力とで対応が分かれている。
クーデター勢力のミャンマー軍はクーデター直後に国家行政評議会（国家統治評議会）を設置したが、一連の行為を憲法の規定に基づいた行為であると主張しているため、半年間ほど首相職を復活させなかった。しかし同年8月1日になって評議会議長のミン・アウン・フライン国軍最高司令官を暫定首相とする暫定政権の発足を発表した。軍事政権は2025年7月31日に非常事態宣言を解除したと同時に国家行政評議会を廃止し、新たに発足した国家安全保障・平和委員会に置き換えられ、新たな連邦政府が発足、新政権の首相が任命された。
一方の反クーデター勢力は、連邦議会代表委員会（CRPH）が3月2日に事実上の臨時政府となる臨時内閣を樹立した時点では首相職を復活させていなかった。だが、3月31日にCRPHが制定した「連邦民主憲章（英語: Federal Democracy Charter、ビルマ語: ဖက်ဒရယ်ဒီမိုကရေစီ ပဋိညာဉ်）」で首相職の設置が明記されたため、4月16日に発足した国民統一政府（NUG）はクーデター前まで民族代表院（上院）議長を務めていたマン・ウィン・カイン・タンを首相に指名した。なお、「連邦民主憲章」では政府を構成する要員の一つとして国家顧問職も明記しており、こちらにはクーデター前に引き続きアウン・サン・スー・チーが指名されている。

## 歴代首相
2021年ミャンマークーデター以降の状況については、国家行政評議会/国家安全保障・平和委員会、連邦議会代表委員会（CRPH）及び国民統一政府（NUG）の状況をそれぞれ併記する。
| 代                                                         | 名前                       | 就任           | 退任           | 政党                                |
| ビルマ連邦                                                 |                            |                |                |                                     |
| 1                                                          | ウー・ヌ                   | 1948年1月4日   | 1956年6月12日  | 反ファシスト人民自由連盟（AFPFL）   |
| 2                                                          | バー・スエ                 | 1956年6月12日  | 1957年3月1日   | AFPFL                               |
| 3                                                          | ウー・ヌ（第二期）         | 1957年3月1日   | 1958年10月29日 | AFPFL                               |
| 4                                                          | ネ・ウィン                 | 1958年10月29日 | 1960年4月4日   | 軍人                                |
| 5                                                          | ウー・ヌ（第三期）         | 1960年4月4日   | 1962年3月2日   | 連邦党                              |
| 6                                                          | ネ・ウィン（第二期）       | 1962年3月2日   | 1974年3月4日   | 軍人 / ビルマ社会主義計画党（BSPP） |
| ビルマ連邦社会主義共和国                                   |                            |                |                |                                     |
| 7                                                          | セン・ウィン               | 1974年3月4日   | 1977年3月29日  | 軍人 / BSPP                         |
| 8                                                          | マウン・マウン・カ         | 1977年3月29日  | 1988年7月26日  | 軍人 / BSPP                         |
| 9                                                          | トゥン・ティン             | 1988年7月26日  | 1988年9月18日  | 軍人 / BSPP                         |
| 10                                                         | ソウ・マウン               | 1988年9月21日  | 1988年9月23日  | 軍人                                |
| ビルマ連邦                                                 |                            |                |                |                                     |
| 10                                                         | ソウ・マウン               | 1988年9月23日  | 1989年6月18日  | 軍人                                |
| ミャンマー連邦                                             |                            |                |                |                                     |
| 10                                                         | ソウ・マウン               | 1989年6月18日  | 1992年4月23日  | 軍人                                |
| 11                                                         | タン・シュエ               | 1992年4月23日  | 2003年8月25日  | 軍人 / 国民統一党（NUP）            |
| 12                                                         | キン・ニュン               | 2003年8月25日  | 2004年10月18日 | 軍人 / NUP                          |
| 13                                                         | ソー・ウィン               | 2004年10月19日 | 2007年5月18日  | 軍人 / NUP                          |
| 代行                                                       | テイン・セイン             | 2007年5月18日  | 2007年10月12日 | 軍人 / NUP                          |
| 14                                                         | テイン・セイン             | 2007年10月12日 | 2010年10月21日 | 軍人 / NUP                          |
| ミャンマー連邦共和国（クーデター以前）                     |                            |                |                |                                     |
| 14                                                         | テイン・セイン             | 2010年10月21日 | 2011年3月30日  | 軍人 / 連邦団結発展党（USDP）       |
| 首相ポスト廃止（2011年3月30日 - 2021年2月1日）             |                            |                |                |                                     |
| ミャンマー連邦共和国（国家行政評議会及び暫定政府）         |                            |                |                |                                     |
| 首相ポスト廃止（2021年2月1日 - 2021年8月1日）              |                            |                |                |                                     |
| 暫定                                                       | ミン・アウン・フライン     | 2021年8月1日   | 2025年7月31日  | 軍人                                |
| 暫定                                                       | ニョー・ソー               | 2025年7月31日  | （現職）       | 軍人                                |
| ミャンマー連邦共和国（連邦議会代表委員会及び国民統一政府） |                            |                |                |                                     |
| 首相ポスト廃止（2021年2月1日 - 2021年4月16日）             |                            |                |                |                                     |
| 1                                                          | マン・ウィン・カイン・タン | 2021年4月16日  | （現職）       | 国民民主連盟（NLD）                 |

## 備考
1. ↑  首相と国務大臣は共に地域代表院の議員でなければならず、連邦政府は下院に対して連帯責任を負った（議院内閣制）。
2. ↑  国家評議会：人民議会（英語版）（国会の名称）閉会中に法的拘束力を持つ命令を出す権限が与えられた組織。地方行政区分を基準に選出された国会議員28人と首相によって構成され、議長は大統領に就任することとなっていた。非常事態宣言や条約の締結・批准・脱退など高度な政治的権限が付与されていた。
3. ↑  アウン・サン・スー・チーが就任
4. ↑  “スー・チー氏「国家顧問」に＝大統領が法案署名－ミャンマー”. AFPBB News (フランス通信社). (2016年4月6日) 2016年4月26日閲覧。
5. ↑  “ミャンマー国軍トップ、「暫定首相」就任 23年8月までに総選挙”. 産経新聞. (2021年8月1日) 2021年8月1日閲覧。 {{cite news}}: |work=、|newspaper=引数が重複しています。 (説明)⚠
6. ↑  小松健太 (2021年4月12日). “ミャンマー連邦民主主義憲章の仮訳 （2）”.   note. 2021年4月17日閲覧。
7. ↑  “スー・チー氏率いる政党議員らの組織が独自の政府を発足”. NHKNEWSWEB. (2021年4月16日).  オリジナルの2021年4月16日時点におけるアーカイブ。 2021年4月16日閲覧。{{cite news}}:  CS1メンテナンス: 先頭の0を省略したymd形式の日付 (カテゴリ)
8. ↑  “Opponents of Myanmar's junta set up national unity government”. Reuters (2021年4月16日). 2021年4月16日閲覧。
9. ↑  “အမျိုးသားညီညွတ်ရေးအစိုးရသစ်ဖွဲ့စည်းကြောင်း CRPH ကြေညာ”. (16 ဧပြီ 2021) {{cite news}}: |date=の日付が不正です。 (説明)⚠
10. ↑  “အမျိုးသားညီညွတ်ရေးအစိုးရ NUG ဖွဲ့စည်းကြောင်း CRPH ကြေညာ”. Radio Free Asia
11. ↑  “အမျိုးသားညီညွတ်ရေးအစိုးရ ဖွဲ့စည်းခြင်း” (ビルマ語). Committee Representing Pyidaungsu Hluttaw. (2021年4月16日) 16 ဧပြီ 2021閲覧。 エラー: 閲覧日が正しく記入されていません。（説明） {{cite news}}: |access-date=の日付が不正です。 (説明)⚠